# بطولة بوخارست للتنس
بطولة بوخارست للتنس هي بطولة تلعب على الأراضي الترابية , وتندرج تحت قائمة بطولات رابطة محترفي كرة المضرب ال250 نقطة. تقام البطولة في مدينة بوخارست في رومانيا كل عام.